# Carlos Acosta
Carlos Acosta, all'anagrafe Carlos Yunior Acosta Quesada (L'Avana, 2 giugno 1973) è un ballerino, direttore artistico e coreografo cubano naturalizzato britannico.

## Biografia
Carlos Acosta è nato a L'Avana nel 1973, undicesimo e ultimo figlio di Pedro Acosta e Dulce Maria Quesada. Ha studiato danza all'Escuela Nacional Cubana de Ballet e prima ancora di ottenere il diploma, conseguito nel 1991 con il massimo dei voti, aveva fatto il suo esordio sulle scene italiane danzando accanto a Luciana Savignano al Teatro Nuovo di Torino e aveva vinto il Prix de Lausanne nel 1990.
È sposato con la scrittrice Charlotte Holland e la coppia ha avuto tre figli.

## Carriera
Su invito di Ivan Nagy, nel 1991 si è unito all'English National Ballet di Londra, con cui ha esordito nella danza polovesiana da Il principe Igor'. Nella stessa stagione ha danzato ruoli di primo piano nella Cenerentola, Le Spectre de la rose, Les Sylphides e ne Lo schiaccianoci. Nel 1992 è tornato a Cuba per danzare con Ballet Nacional de Cuba su invito di Alicia Alonso: la sua carriera con la compagnia è stata fulminea e l'anno successivo è stato proclamato primo ballerino. Il suo repertorio con la compagnia annoverava alcuni dei grandi ruoli del repertorio maschile, tra cui Albrecht in Giselle, Basilio in Don Chisciotte e Siegfried ne Il lago dei cigni, ruoli che ha danzato anche durante la tournée della compagnia a Madrid. Nel 1994 si è unito allo Houston Ballet in veste di primo ballerino e ha ampliato il proprio repertorio con coreografie di Ben Stevenson, Harald Lander e Jiri Kylian, danzando inoltre nelle prime mondiali dei balletti Dracula (1997) e The Snow Maiden (1998).
Nel 1998 si è unito al Royal Ballet su invito di Anthony Dowell e ha continuato a danzare con la compagnia per i diciassette anni seguenti, affermandosi come uno dei maggiori ballerini della sua generazione. Al Covent Garden ha danzato in molti dei più grandi ruoli del repertorio romantico, neo-classico, moderno e contemporaneo, tra cui Siegfried ne Il lago dei cigni (Dowell), Rodolfo in Mayerling (MacMillan), Des Grieux in Manon (MacMillan), Romeo in Romeo e Giulietta (MacMillan), Albrecht in Giselle (Wright), il Principe ne Lo schiaccianoci (Wright), il Fauno ne Il pomeriggio di un fauno (Robbins), Oberon in The Dream (Ashton), Colas ne La fille mal gardée (Ashton), Basilio in Don Chisciotte (Petipa/Nureev), Franz in Coppélia (Petipa/Ivanov), Apollo nell'Apollon musagète (Balanchine), Solor ne La Bayadère (Makarova). Inoltre ha danzato coreografie astratte di Frederick Ashton (Rhapsody), George Balanchine (Tchaikovsky Pas de Deux, Rubini in Jewels), Jerome Robbins (Dances at a Gathering), Kenneth MacMillan (Requiem) e Wayne McGregor (Machina). Per il Royal Ballet, inoltre, ha coreografato un nuovo allestimento del Don Chisciotte, esordito nel 2013 con lo stesso Acosta nel ruolo di Basilio. Nel 2015, invece, ha dato il suo addio al Convet Garden dopo diciassette anni danzando nel ruolo di Don José nel balletto Carmen, da lui coreografato.
Parallelamente all'attività sulle scene londinesi, Acosta ha danzato come étoile ospite con alcune delle maggiori compagnie al mondo. Durante la stagione 2002/2003 ha danzato con l'American Ballet Theatre, calcando le scene del Metropolitan come protagonista ne La bella addormentata, The Dream, La fille mal gardée e Le Corsaire e quelle del New York City Center in Rajmonda e nel Tchaikovsky Pas de Deux. Con il balletto dell'Opéra di Parigi, invece, ha danzato come Basilio e Solor negli allestimenti di Rudol'f Nureev di Don Chisciotte e La Bayadère. Nel 2006 ha curato una propria stagione al Teatro Sadler's Wells, per cui ha vinto il Laurence Olivier Award per l'eccellenza nella danza. Nel 2008 invece ha fatto il suo esordio con l'Australian Ballet danzando ne Il pomeriggio di un fauno di Jerome Robbins accanto a Kirsty Martin e nello stesso anno ha vinto il Prix Benois de la Danse per la sua interpretazione in Spartak con il Balletto Bol'šoj.
Dal 2020 è il direttore artistico del Birmingham Royal Ballet. Nel 2023 è tornato a danzare al Covent Garden per celebrare il suo cinquantesimo compleanno e ha ricevuto il Prix de Lausanne alla carriera.

## Filmografia parziale
- Il traditore tipo (Our Kind of Traitor), regia di Susanna White (2016)
- Yuli - Danza e libertà (Yuli), regia di Icíar Bollaín (2018)

## Riconoscimenti
- Prix Benois de la Danse
  - 1995 - Candidatura per il miglior ballerino per Don Chisciotte
  - 2008 - Miglior ballerino per Spartak
- Premio Goya
  - 2019 - Candidatura per il miglior attore rivelazione per Yuli
- Premio Laurence Olivier
  - 2004 - Candidatura per l'eccellenza nella danza per Tocororo - A Cuban Tale
  - 2007 - Eccellenza nella danza per Season at Sadler's Wells
- Prix de Lausanne
  - 1990 - Medaglia d'oro
  - 2023 - Premio alla carriera